# TGM Stereo
TGM Stereo byla česká hudební skupina. Mezi její členy patřili trumpetista Pavel Hrdlička, kytarista Tomáš Polák či bubeník Jan Hladík, kteří po rozpadu kapely spoluzakládali uskupení Mig 21. Texty písní psal kapele TGM Stereo například novinář Pavel Klusák. Za dobu své existence nevydala skupina ani jedno album. Její píseň „Střela“ se ale objevila na soundtracku k filmu Děvčátko.